# Badrānī
Badrānī (persiska: بدرانی) är en ort i Iran.   Den ligger i provinsen Khuzestan, i den västra delen av landet, 600 km söder om huvudstaden Teheran. Badrānī ligger 6 meter över havet och antalet invånare är 829.
Terrängen runt Badrānī är mycket platt. Runt Badrānī är det ganska tätbefolkat, med 54 invånare per kvadratkilometer. Närmaste större samhälle är Shādegān, 4,6 km sydost om Badrānī. Omgivningarna runt Badrānī är i huvudsak ett öppet busklandskap.